# Renania Trade
RENANIA este cea mai mare companie românească din domeniul securității și sănătății în muncă după cifra de afaceri având sediul central în Târgu Mureș. Compania deține 5 magazine proprii în București, Timișoara (primul Safety Concept Store din România), Târgu Mureș, Brașov și  Bistrița. 
Compania operează pe piața echipamentelor pentru protecția muncii începând din anul 1995 și a fost înființată de către Orlando Szasz și Roland Szasz.
Renania își desfășoară și activitatea de import și distribuție a articolelor pentru sănătatea și securitatea în muncă de peste 24 ani. Renania are cel mai diversificat, complet și disponibil portofoliu de produse din România și  oferă servicii de livrare oriunde pe teritoriul României în 24 ore. 
Primul Safety Concept Store din România se lansează în spațiile Openville, cel mai nou complex de retail din Timișoara. Magazinul este inițiativa Renania, liderul de piață în importul, distribuția și consultanță în servicii de siguranță ocupațională. Prin intermediul acestui spațiu destinat celor care vor să-și cultive pasiunile în siguranță, Renania își propune să decline conceptul de safety și în zona produselor de retail. În timp, portofoliul magazinului va integra itemuri de nișă, pentru practicanții sporturilor montane, acvatice, pentru pasionații de pescuit sau ciclism, dar și pentru copiii care împărtășesc  aceleași pasiuni sportive cu părinții lor. 
Rezultate financiare (milioane euro): ~31 milioane de EUR în 2018
Nr angajați în 2018: ~150
Rezultate financiare (milioane euro): ~28 milioane de EUR în  2017
Nr angajați în 2017: ~150

## Portofoliu produse
Cu focus pe îmbrăcăminte și încălțăminte de calitate, reprezentând vârfurile de gamă ale creatorilor de produse dedicate siguranței ocupationale, produsele din magazinele Renania și din noul concept store adresează publicului larg invitația de a regăsi sub aceeași umbrelă expresivitatea design-ului, texturile și structurile rezistente și vocația pentru fashion. În concept store, dincolo de îmbrăcăminte și încălțăminte, vor fi de regăsit și produse de curățenie profesională, selectate pe principiile responsabilității pentru mediu.
Serviciile Renania includ: consultanță în alegerea echipamentelor adecvate, furnizare de echipamente, programe de eficientizare a costurilor și proceselor interne. 

## Despre Renania
Cu o istorie de peste 24 ani, Renania este un jucător influent în domeniul sănatății și securității în muncă. Renania oferă companiilor partenere și utilizatorilor finali setul complet de soluții, produse și servicii adecvate pentru a proteja viața la lucru, în spitale, în medii cu risc sporit sau în activitățile domestice, de zi cu zi. În ultimii cinci ani compania a cunoscut extinderi de linie – vezi divizia de curățenie Pura, și-a asumat deschiderea către zona de retail, iar la nivel intern a înregistrat transformări de substanță la capitolul „alinieri la ultimele noutăți tehnologice”.
Astăzi, datorită programului de digitalizare, întreaga forță de vânzări a companiei poate oferi tuturor clienților accesul la consultanță personalizată, informații în timp real legate de stocuri sau despre întreaga gamă de produse din portofoliul furnizorilor, poate emite oferte sau prelua comenzi în timp real, poate estima trenduri și aprecia cu infinit mai multă acuratețe necesarul și orizontul de așteptare al pieței.
Aflată, de peste 5 ani, pe un trend ascendent, Renania își menține poziția de leader nu doar la capitolul vânzări, ci și la acela de formator de piață, prin evenimentele pe care le inițiază – vezi Renania Academy, Workplace Safety Management Forum, Renania Executive Summer School sau la care este partener-fondator – vezi Safety Awards Gala.

## Implicare în societate
La capitolul responsabilitate socială, Renania operează pe trei direcții strategice: protejarea vieții, educație de elită și încurajarea businessurilor locale.
Compania susține serviciul SMURD din județul Mureș cu echipamente necesare activității zilnice.